# Granpa
Granpa – brytyjski animowany film familijny z 1989 roku stanowiący adaptację ilustrowanej książki dla dzieci z 1984 roku autorstwa Johna Burninghama. Premierę miał na brytyjskim kanale telewizyjnym Channel 4, a w późniejszym czasie został wydany na kasetę VHS przez wytwórnię Universal Studios Entertainment.
Film wyreżyserowała Dianne Jackson, autorka animowanej adaptacji książki Raymonda Briggsa pt. Bałwanek. Film został ręcznie zilustrowany przy użyciu kolorowych kredek, imitując styl oryginalnej książki Burninghama. Autorem muzyki, podobnie jak w Bałwanku, jest Howard Blake, który również napisał scenariusz do filmu, określany jako "animowana opera dla dzieci". Głosów Dziadkowi i Emily użyczyli odpowiednio Peter Ustinov oraz Emily Osborne.
Produkcja filmu pochłonęła znaczne nakłady finansowe. W 1990 roku wygrał on nagrodę Prix Jeunesse International za osiągnięcia w zakresie telewizji dla dzieci.

## Fabuła
Film ukazuje relacje pomiędzy małą dziewczynką, Emily (Emily Osborne), a jej przyjaznym, ale schorowanym Dziadkiem (Peter Ustinov). Figlarna niewinność dziewczynki kontrastuje z postępującą kruchością jej dziadka. Ten będąc świadomym nadchodzącego końca swoich dni dzieli się z wnuczką opowieściami o przeżytych przygodach.
Wspomnienia te są przez niego obrazowo powoływane do życia, poczynając od tych z dzieciństwa i młodości Dziadka z początku XX wieku. Można do nich zaliczyć rycerską legendę o świętym Grzegorzu i smoku ukazaną na posłaniu łóżka, wyprawę wędkarską, która kończy się płynięciem po Tamizie za płetwalem błękitnym, wycieczkę na plażę skutkującą inscenizacją Bitwy o Anglię, czy opowiadanie oparte na historii Arki Noego, w której Dziadek wraz z wnuczką dają schronienie egzotycznym zwierzętom podczas wielkiego potopu.
Ostatnia część animacji, której akcja toczy się w dżungli została celowo niedokończona. Wraz z upływem pór roku Dziadek staje się coraz słabszy i ostatecznie pozostawia Emily samą ze swoim pustym fotelem i lojalnym psem. Dziewczynka wychodzi z domu, spotyka rówieśników i rozpoczyna z nimi zabawę.

## Produkcja
W 1984 roku, w związku z sukcesem animowanego filmu Bałwanek, Channel 4 zlecił studiu TVC wykonanie kolejnej animacji. Producent John Coates zwrócił się do Dianne Jackson i kompozytora Howarda Blake'a proponując stworzenie adaptacji Granpa, obrazkowej książki autorstwa Johna Burninghama. Początkowo nastawienie Blake'a było sceptyczne z powodu smutnego zakończenia książki, ale zmienił zdanie widząc reakcję swojej córki na śmierć dziadka.
Film został w całości sfinansowany przez Channel 4. Według szacunków Coatsa jego wykonanie pochłonęło ponad milion funtów. Jego premiera miała miejsce na kanale Channel 4 w Sylwestra 1989 roku o godzinie 18:30.

## Muzyka
Ścieżka muzyczna została napisana i skomponowana przez Howarda Blake'a i ma charakter miniaturowej opery, w której opowieści są śpiewane wspólnie przez głównych bohaterów, chór z Wroughton Middle School (zwycięzcy konkursu BBC Choir of the Year) oraz czterdziestoosobową orkiestrę (Sinfonia of London).
Utwór końcowy Make believe został wykonany przez Sarę Brightman i zawiera motyw z Auld Lang Syne. W tamtym czasie piosenka ta została wydana jako singiel.

## Odbiór
W 1990 roku film wygrał nagrodę Prix Jeunesse International za osiągnięcia w zakresie telewizji dla dzieci. Recenzja filmu na Rotten Tomatoes określiła film jako "wrażliwą i afirmującą życie animowaną adaptację".
Fiona Collins w Turning the Page: Children's Literature in Performance and the Media zauważyła, że podczas gdy książka Burninghama posiada otwarte zakończenie i Emily musi samotnie rozmyślać nad śmiercią dziadka, film oferuje mniej "brutalną" interpretację; w ostatniej scenie śmierć Dziadka jest postrzegana przez wnuczkę poprzez wspomnienia, które w niej pozostały. Collins zasugerowała, że powodem tej rozbieżności jest fakt, iż książka zawiera bardziej ponure zakończenie, które byłoby mniej odpowiednie dla widowni, którą w większości stanowiły dzieci.
Film był rzadko wyświetlany i nigdy nie został wydany na DVD, prawdopodobnie ze względu na jego tematykę. Zdaniem recenzenta na Toonhound, zakończenie filmu ma jeszcze większy wydźwięk niż w przypadku Bałwanka, gdyż "ukazuje aspekt życia rzadko poruszany w formie animacji". Paul Madden w nekrologu Dianne Jackson z 1993 roku stwierdził, że film "był mniej popularny niż Bałwanek, [ale] chyba bardziej satysfakcjonujący ze względu na jego kreatywne, wymagające i subtelne podejście".